# بیا بخوریم ۳
بیا بخوریم ۳ (انگلیسی: Let's Eat 3؛‏ کره‌ای: 식샤를 합시다 3) یک مجموعه تلویزیونی محصول کره جنوبی سال ۲۰۱۸ با بازی یون دو جون و بک جین هی است. این مجموعه فصل سوم بیا بخوریم (۲۰۱۳) است. این مجموعه از ۱۶ ژوئیه تا ۲۸ اوت ۲۰۱۸ از تی‌وی‌ان پخش شد.

## بازیگران

### اصلی
- یون دو جون در نقش گو ده یونگ[۴][۵]
- بک جین هی در نقش لی جی وو
- لی جو وو در نقش لی سو یون[۶]
- آن وو یون در نقش سون‌وون یون[۷]

### مکمل
- بیونگ هون در نقش کیم جین سوک[۸]
- کیم دونگ یون در نقش به بیونگ سام[۹]
- یانگ کیونگ وون در نقش جانگ
- سو بیوک جون در نقش لی سونگ جو[۱۰]
- نو سوسانا در نقش هو یون جی[۱۱]
- لی جی هیون در نقش کیم می سوک
- پارک هان سول در نقش پارک هان سول
- شین سو هانگ[۱۲]
- بیون وو سوک

### حضور ویژه
- سو هیون جین در نقش بک سو جی (قسمت ۲)[۱۳]
- لی جو سونگ در نقش آن چان سو (قسمت ۱)

## تولید
اولین جلسه فیلم‌نامه خوانی در ۱۷ مه ۲۰۱۸ برگزار شد.
به دلیل اطلاعیه ناگهانی سربازی بازیگر یون دو جون، تعداد قسمت‌ها از ۱۶ به ۱۴ کاهش یافت.